# فيليب دي فيلده
فيليب ألفونس دي فيلده (مواليد 5 يوليو 1964) هو لاعب كرة قدم بلجيكي سابق لعب كحارس مرمى. ولد دي فيلده في زيله، فلاندر الشرقية. وكان دي فيلده ضمن تشكيلة المنتخب الوطني البلجيكي في ثلاثة كؤوس عالم لكرة القدم: 1990، 1994 و‌1998. لعب أول مباراه له من بين 33 مباراة مع الشياطين الحمر ضد الدنمارك في ودية عام 1989، حيث دخل كبديل عن غيلبيرت بودارت في الاستراحة.

## مسيرته الكروية
لعب فيليب دي فيلده خلال مسيرته الاحترافية مع 6 أندية في سبعة وعشرون موسمًا ولم يسجل خلالها أي هدف ضمن 629 مباراة. حيث فاز في أربعة مواسم بالكأس وفي سبعة مواسم بالدوري.
خاض فيليب دي فيلده مسيرته مع نادي بيفيرين في موسم 1981–82 ليلعب معه ستة مواسم، مشاركًا في 176 مباراة ولم يسجل أي هدف. ثم انتقل إلى نادي رويال أندرلخت في موسم 1987–88 في المرة الأولى ليلعب معه تسعة مواسم ثم في موسم 1997–98 ليلعب معه ستة مواسم، حيث شارك طوالها في 369 مباراة ولم يسجل أي هدف أيضًا. لينتقل بعدها إلى نادي سبورتينغ لشبونة في موسم 1996–97 ولمدة موسمين، مشاركًا في 50 مباراة ولم يسجل أي هدف أيضًا. ثم انتقل إلى نادي لوكيرين في موسم 2003–04 ولمدة موسمين، مشاركًا في 17 مباراة ولم يسجل أي هدف أيضًا. هذا وانتقل لاحقًا إلى نادي فيربرويديرينغ غيل في موسم 2004–05 لمدة موسم واحد، لم يشارك في أي مباراة ولم يسجل أي هدف أيضًا.

## وصلات خارجية
- فيليب دي فيلده على موقع الاتحاد الدولي (مؤرشف)  (الإنجليزية)
- فيليب دي فيلده على موقع الاتحاد البلجيكي (الإنجليزية)
- فيليب دي فيلده على موقع قاعدة بيانات كرة القدم.إي يو (الإنجليزية)
- فيليب دي فيلده على موقع ناشيونال فوتبول تيمز (الإنجليزية)
- فيليب دي فيلده على موقع عالم كرة القدم.نت (الإنجليزية)